# Dégagement (technique)
Pour les articles homonymes, voir Dégagement.
En construction mécanique, un dégagement est un évidement qui peut avoir pour but de :
- éviter le contact entre deux pièces à un endroit précis,
- séparer deux parties d'une même pièce,
- laisser le passage d'une pièce.

## Dégagements de rectification
Il existe plusieurs profils de dégagements de rectification :
- Profil A
- Profil B
- Profil C

## Dégagement de séparation
Un dégagement peut séparer deux parties d'une pièce.